# Monika Christmann

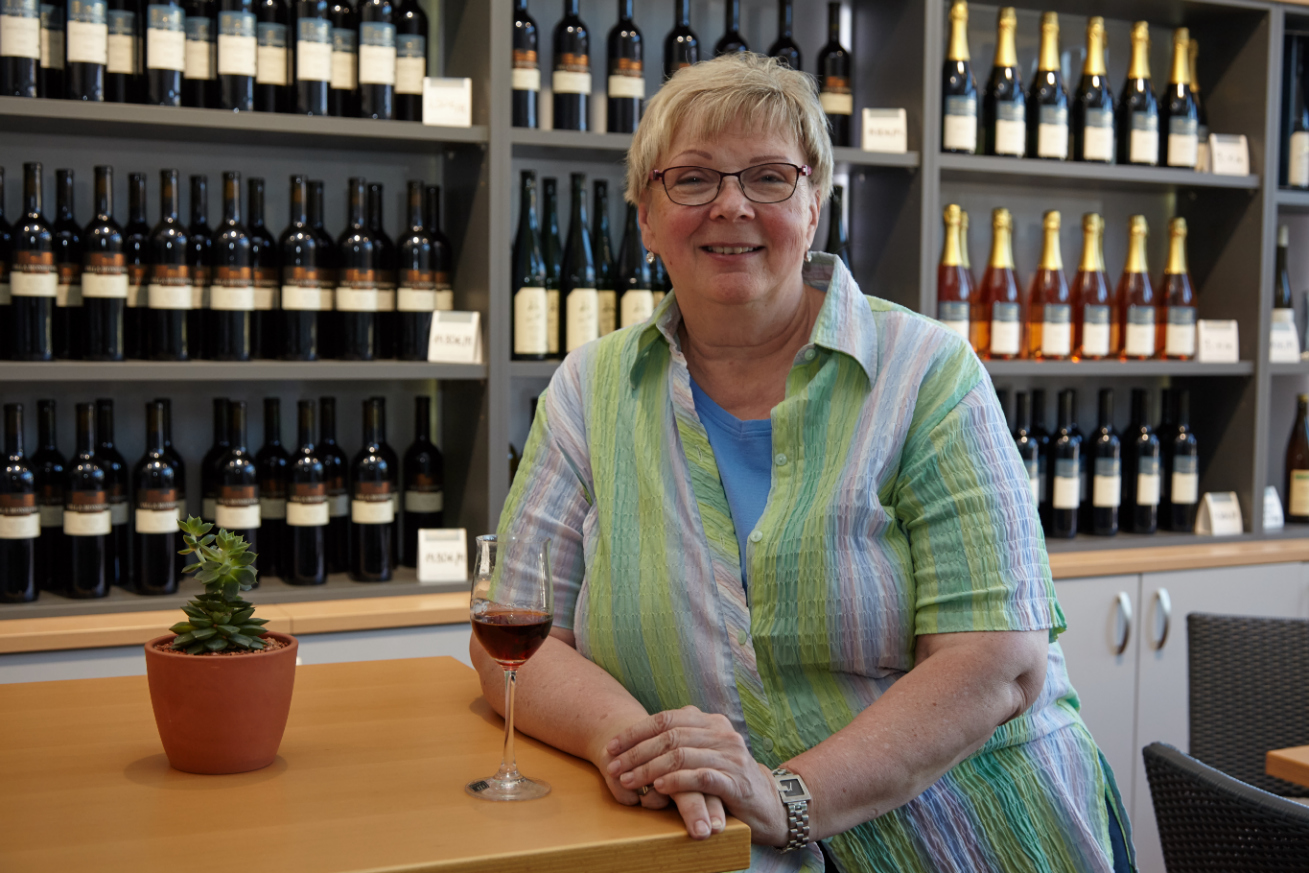
Monika Christmann in der Vinothek der Hochschule Geisenheim

Monika Christmann (* 5. November 1959 in Montabaur) ist Getränketechnologin, Önologin und leitet das Institut für Önologie an der Hochschule Geisenheim. Von Juli 2015 bis 6. Juli 2018 war sie Präsidentin der Internationalen Organisation für Rebe und Wein (Organisation Internationale de la Vigne et du Vin, OIV).

## Leben
Monika Christmann studierte von 1980 bis 1983 Getränketechnologie am Studienort Geisenheim der damaligen Fachhochschule Wiesbaden. An der Justus-Liebig-Universität Gießen schloss sie ein Önologiestudium an, das sie 1985 erfolgreich mit ihrer Diplomierung beendete. 1988 wurde sie mit einer Arbeit über „Veränderungen von Inhaltsstoffen unter besonderer Berücksichtigung der Weinaromen bei der Entalkoholisierung von Weinen mit kombinierter Dialyse-Vakuumdestillation“ promoviert.
Ihre praktische Tätigkeit begann sie als Qualitätsmanagerin im Bereich Forschung und Entwicklung bei der Firma H. Sichel Söhne GmbH in Alzey. Von 1991 bis 1993 arbeitete sie als Laborleiterin und „Winemaker“ der Simi Winery in Kalifornien. 1994 übernahm Monika Christmann die Leitung des Fachgebiets Kellerwirtschaft der Forschungsanstalt Geisenheim. In Personalunion war sie damit Professorin für Kellerwirtschaft bei der Fachhochschule Wiesbaden im Studiengang Weinbau und Getränketechnologie. Beide Tätigkeiten führt sie seit 1994 – nunmehr bei der Hochschule Geisenheim und im Institut für Önologie – fort. Zudem ist sie Dozentin an der Justus-Liebig-Universität in Gießen. Schwerpunkte ihrer Forschungstätigkeit sind unter anderem Fragen zu neuen physikalischen Verfahren sowie zum Alkoholmanagement bei der Weinherstellung und zu allergenen Weinbehandlungsmitteln.
Seit 1995 ist Monika Christmann Mitglied der deutschen Delegation bei der OIV. Von 2004 bis 2010 war sie Vorsitzende des Weintechnologie-Ausschusses, von 2009 bis 2010 Präsidentin der Önologie-Kommission und ab 2012 die zweite Stellvertreterin der Präsidentin der OIV, Claudia Quini aus Argentinien. Anlässlich der Sitzung des Wissenschaftlich-Technischen Ausschusses des OIV am 27. Oktober 2011 wurde ihr der Orden „Chevalier de l'ordre du Mérite agricole“  und am 4. Juli 2018 der Orden „Officier de l'ordre du Mérite  Agricole“ vom französischen Agrarministerium verliehen. Bei der 13. Generalversammlung der Internationalen Organisation für Rebe und Wein während des „38th World Congress of Vine and Wine“ in Mainz im Juli 2015 wurde Monika Christmann mit 99 % Zustimmung der stimmberechtigten Mitglieder zur neuen Präsidentin gewählt. In dieser Funktion vertrat sie weltweit die Interessen von 45 Staaten in den Bereichen Rebe, Wein, weinhaltige Getränke, Tafeltrauben, Rosinen und anderen Reberzeugnissen. Christmann übernahm von 2018 bis 2021 satzungsgemäß das Amt der ersten Vizepräsidentin der OIV und wurde anlässlich der Generalversammlung am 12. Juli 2021 zur Ehrenpräsidentin der OIV ernannt.

## Film
- Weinbau in Deutschland ein Videofilm des Bundesministeriums für Ernährung und Landwirtschaft (BMEL), Deutschland, 1. April 2015, 6:02 Min., online-Video

Vorgestellt wird die Arbeit des Winzers mit dem Porträt eines Moselwinzers, Forschung zum Weinbau, u. a. Institut für Rebenzüchtung Geilweilerhof, Hochschule Geisenheim, mit Monika Christmann, Nadine Poss und Bedeutung des Sektlands Deutschland.